# 松阪市立第二小学校
松阪市立第二小学校（まつさかしりつ だいにしょうがっこう）は三重県松阪市の市立小学校。

## 沿革
1909年（明治42年）4月の松阪第一尋常高等小学校の校区（学区）変更に伴って松阪第二尋常高等小学校として創立した。翌1910年（明治43年）3月に湊町（当時の住所表記、現・五十鈴町にある五十鈴公園の場所）に校舎が新築された。1912年（明治45年）4月、高等科を第一尋常高等小学校に統合したため、松阪第二尋常小学校に改称した。1923年（大正12年）4月、松阪第四尋常小学校（現存する松阪市立第四小学校とは別の学校で、旧称は鈴止尋常小学校）を統合した。1935年（昭和10年）12月5日、名松線の開通記念祝賀会が校内で開かれ、鉄道大臣の内田信也や三重県知事の富田愛次郎ら約1,000人が出席した。1941年（昭和16年）4月、国民学校令により松阪第二国民学校に改称、1947年（昭和22年）4月に松阪市立第二小学校へと校名を改めた。
1951年（昭和26年）12月、第二小学校から出火、市街地に燃え広がり松阪大火と呼ばれた。第二小学校は大火で講堂と校舎3棟を焼失し、1棟しか校舎が残らなかった。このため児童は焼け残った校舎、松阪市立殿町中学校・久保中学校、三重大学学芸学部松阪分校（現・松阪市立幸小学校の校地）に分散して授業を受けることとなった。1952年（昭和27年）4月、垣鼻町に仮校舎を設け、学校が再開した。仮校舎は「いすずゴム」の工場を借用したもので、そのまま第二小学校の校地として現在まで継承されている。同年9月3日、松阪市立幸小学校を分離した。

## 校区
※は、一部の番地で校区が異なる。市立中学校に進学する場合、松阪市立殿町中学校、鎌田中学校、久保中学校に分かれる。
- 愛宕町（丁目なし及び一 - 四丁目）
- 挽木町
- 茶与町
- 平生町
- 五十鈴町
- 長月町
- 春日町（一 - 三丁目）
- 南町
- 清生町
- 東町
- 宮町※
- 垣鼻町※

## 児童数
2009年5月1日現在の児童数は199人。2016年5月1日現在の児童数は8学級147人、教員数は22人。

## 出身者
- 小津安二郎 - 映画監督。1913年（大正2年）編入。当時は松阪町立第二尋常小学校。